# Francavilla Angitola
Francavilla Angitola ist eine italienische Gemeinde in der Provinz Vibo Valentia in Kalabrien mit 1810 Einwohnern (Stand 31. Dezember 2023).

## Geographie
Francavilla Angitola liegt 26 Kilometer nordöstlich von Vibo Valentia. Die Nachbargemeinden sind Curinga (CZ), Filadelfia, Maierato, Pizzo und Polia.

## Sehenswürdigkeiten
Im Ortsteil Gorna Santa Croce befindet sich eine Ruine eines Augustinerklosters aus dem 16. Jahrhundert.